# Красная Заря (Башкортостан)
Кра́сная Заря́ (баш. Красная Заря) — деревня в Белебеевском районе Башкортостана, относится к Усень-Ивановскому сельсовету.

## История
Название происходит от назв. колхоза «Красная Заря».
Статус деревня, сельского населённого пункта, посёлок получил согласно Закону Республики Башкортостан от 20 июля 2005 года N 211-з «О внесении изменений в административно-территориальное устройство Республики Башкортостан в связи с образованием, объединением, упразднением и изменением статуса населенных пунктов, переносом административных центров», ст.1:

6. Изменить статус следующих населенных пунктов, установив тип поселения — деревня:

5) в Белебеевском районе:…

з) поселка Красная Заря Усень-Ивановского сельсовета

## География
Расстояние до:
- районного центра (Белебей): 25 км,
- центра сельсовета (Усень-Ивановское): 6 км,
- ближайшей ж/д станции (Аксаково): 35 км.

## Население
| 2002 | 2009 | 2010 |
| ---- | ---- | ---- |
| 50   | ↘40  | ↘39  |

Национальный состав
Согласно переписи 2002 года, преобладающая национальность — татары (70 %).